# Seminario di Larino
Il seminario di Larino aperto il 26 gennaio 1564, è stato il primo seminario ad essere inaugurato dopo il Concilio di Trento.

## Storia
Durante il Concilio di Trento venne emanato il decreto Cum adolescentium aetas che stabiliva la creazione, in ogni diocesi, di una struttura per la formazione dei futuri presbiteri.
Al Concilio di Trento era presente l'allora vescovo di Larino Belisario Balduino che, appena fece rientro nella sua diocesi, il 26 gennaio 1564 aprì il seminario, a soli 53 giorni dalla chiusura del Concilio, stabilendo così questo primato rimasto sconosciuto ai larinesi fino al 1960, quando in udienza privata tra papa Giovanni XXIII e monsignor Costanzo Micci, a quel tempo ausiliare del vescovo di Larino e Termoli, il Papa rivelò che in una sua ricerca sulle origini del seminario scoprì tramite Le Memorie Storiche Civili ed Ecclesiastiche della Città e Diocesi di Larino pubblicate nel 1744  da monsignor Giovanni Andrea Tria, 54º vescovo di Larino, che quello di Larino fu il primo seminario al mondo.
Papa Roncalli scrisse: dalle parole ai fatti, i più piccoli arrivano primi. Alle parole seguirono i fatti...Ecco il seminario di Larino, più piccolo ancora di quello di Rieti. È aperto il 26 Gennaio dello stesso anno dal vescovo Belisario Balduino, un reduce dal Concilio di Trento. Vivrà come potrà: in poche e povere stanze, con rendite tenuissime: ma intanto è arrivato buon primo.
A seguito di una tale rivelazione monsignor Micci fece compiere in loco una serie di indagini; nel 1963, in preparazione della celebrazione del quarto centenario della fondazione del seminario, il vescovo Micci chiese allo storico larinese Ugo Pietrantonio di effettuare una ricerca approfondita sull’argomento i cui risultati, raccolti nella monografia Il seminario di Larino, primo postridentino pubblicata nel 1965 presso la Tipografia poliglotta vaticana, confermarono il primato dell'istituzione molisana.

## Sedi
Belisario Balduino aprì il primo seminario in un edificio denominato Torre Balestriera, nell'attuale vico Morsellino alle spalle del Duomo di Larino. Questa struttura era in grado di ospitare non più di dieci seminaristi. Nel 1642 monsignor Persio Caracci per soddisfare il copioso aumento dei seminaristi aprì la seconda sede in Piazza Duomo, antistante la Cattedrale di San Pardo. Nel 1818 monsignor Raffaele Lupoli ampliò ulteriormente il seminario che già dai primi del '700 era rinomato sia come formazione ecclesiastica che come istruzione ed era ormai arrivato ad accogliere quasi 100 seminaristi provenienti da più diocesi. Nel 1939 monsignor Oddo Bernacchia aprì l'ultima ed attuale sede sulla statale 87, una struttura imponente che poteva accogliere molti più seminaristi e che nel 1960 monsignor Costanzo Micci, dopo la scoperta del primato, riportò ai massimi livelli di istruzione e formazione fino al 1985. Negli ultimi anni il seminario ha ospitato l'Istituto tecnico per geometri fino al 2002 quando il terremoto lo rese inagibile. Gianfranco De Luca, vescovo di Termoli-Larino dal 2006, ha portato a termine recentemente le opere di ristrutturazione e messa in sicurezza dello stabile che oggi è nuovamente a disposizione dei seminaristi per i corsi di formazione.